# Тескенсу
Тескенсу́ (каз. Тескенсу) — село у складі Єнбекшиказахського району Алматинської області Казахстану. Адміністративний центр Тескенсуського сільського округу.
Населення — 4839 осіб (2021; 4443 у 2009, 3331 у 1999, 3286 у 1989).